# L'Enfer de la violence
Pour plus de détails, voir Fiche technique et Distribution.
L'Enfer de la violence (titre original The Evil That Men Do) est un film américain réalisé par J. Lee Thompson, sorti en 1984.

## Synopsis
Un tueur à gages sort de sa retraite pour traquer un ancien nazi qui a assassiné son ami.

## Fiche technique
- Titre original : The Evil That Men Do
- Titre français : L'Enfer de la violence
- Réalisateur : J. Lee Thompson
- Scénario : R. Lance Hill & John Crowther d'après le roman de R. Lance Hill
- Musique : Ken Thorne
- Photographie : Xavier Cruz
- Montage : Peter Lee-Thompson
- Production : Pancho Kohner
- Sociétés de production : Capricorn, Incorporated Television Company, Producciones Cabo S.A. & Zuleika Farms
- Société de distribution : TriStar Pictures
- Pays :  États-Unis
- Langue : Anglais
- Format : Couleur - Mono - 35 mm - 1.85:1
- Genre : Action, Thriller
- Durée : 90 min
- Budget : 4 600 000 dollars[1].

## Distribution
- Charles Bronson (VF : Jean-Claude Michel) : Holland
- Theresa Saldana : Rhiana Hidalgo
- Joseph Maher (VF : Philippe Dumat) : Dr Clement Molloch
- Antoinette Bower (VF : Paule Emmanuele) : Claire
- René Enríquez (VF : Serge Lhorca) : Max Ortis
- John Glover (VF : Jean-Pierre Leroux) : Paul Briggs
- Roger Cudney (VF : Marc de Georgi) : Cannell
- Raymond St. Jacques (VF : Robert Liensol) : Randolph
- José Ferrer (VF : Roland Ménard) : Hector Lomelin
- Jorge Luke : Cillero
- Joe Seneca (VF : Georges Atlas) : Santiago
- Miguel Angel Fuentes (VF : Mario Santini) : Latino
- Amanda Nicole Thomas : Sarah
- Angélica Aragón : Maria

## Autour du film
Le tournage du film s'est déroulé au Mexique et a duré six semaines jusqu'au mois de mai 1983.

## Box office
- États-Unis : 13 102 025 dollars[2].